# Ана де Армас
Ана Селия де Армас Касо (на испански: Ana Celia de Armas Caso) е кубинско-испанска актриса. Тя прави актьорския си дебют в испанския филм от 2006 г. Una rosa de Francia. Участва в испанското телевизионно предаване Интернатът. През 2015 г. играе в първия си американски филм – Чук-чук. През 2017 г. участва в ролята на холограма с изкуствен интелект във филма Блейд Рънър 2049, като за това си участие получава световно признание от критици. През 2020 г. ще участва в следващия филм за Джеймс Бонд – „Смъртта може да почака“.

## Ранен живот
Ана де Армас е родена в Санта Крус дел Норте, а израства в Хавана, Куба. Има брат. Де Армас има испански произход по майчина линия, а чрез баба си и дядо си успява да си изкара испанско гражданство. На 12-годишна възраст решава да се занимава с актьорство и се записва в Националното театрално училище на Куба.

## Кариера
Де Армас прави актьорския си дебют през 2006 г., играейки ролята на Мари в испанския филм Una rosa de Francia. На 18-годишна възраст се премества да живее в Испания. Първият си голям телевизионен успех получава, играейки Каролина Леал в испанското телевизионно предаване Интернатът. Продължава кариерата си във филма Mentiras y gordas (2009) и сериалите Hispania, la leyenda (2010 – 2012) и Blind Alley (2011).

### Холивуд
През 2014 г. Ана де Армас се премества в Лос Анджелис. През 2015 г. участва в американския филм Чук-чук, заедно с Киану Рийвс, с кого участва също и във филма Разобличен от 2016 г. Същата година играе и във филма В голямата игра. През 2017 г. участва във френския филм Газ до дупка и в Блейд Рънър 2049, където играе ролята на Джой – холограма с изкуствен интелект, която е приятелка на главния герой. Представянето ѝ в този филм е добре посрещнато от много критици и се счита за нейния пробив в Холивуд.
През април 2019 г. е обявено, че тя ще е новото момиче на Джеймс Бонд в предстоящия филм Бонд 25.

## Личен живот
Де Армас е женена за испанския актьор Марк Клотет от 2011 до 2013 г.

## Филмография

### Филми
| Година | Заглавие               | Оригинално заглавие    | Роля                  |
| ------ | ---------------------- | ---------------------- | --------------------- |
| 2006   | -                      | Una rosa de Francia    | Мари                  |
| 2007   | -                      | Madrigal               | Стела Марис           |
| 2009   | Големи лъжи            | Mentiras y gordas      | Карола                |
| 2009   | -                      | Y de postre, qué       | Момиче                |
| 2009   | -                      | Ánima                  | Жулиета               |
| 2011   | Сляпа алея             | Blind Alley            | Роза/Лора             |
| 2012   | -                      | Perrito chino          | Сабина                |
| 2013   | -                      | Faraday                | Инма Мурга            |
| 2014   | -                      | Por un puñado de besos | Сол                   |
| 2015   | Чук-Чук                | Knock Knock            | Бел                   |
| 2015   | -                      | Anabel                 | Крис                  |
| 2016   | Разобличен             | Exposed                | Изабел де ла Крус     |
| 2016   | Юмруци от камък        | Hands of Stone         | Делисидад Дуран       |
| 2016   | В голямата игра        | War Dogs               | Из                    |
| 2017   | Газ до дупка           | Overdrive              | Стефани               |
| 2017   | Блейд Рънър 2049       | Blade Runner 2049      | Джой                  |
| 2019   | Вчера си е за вчера    | Yesterday              | Роксан                |
| 2019   | Информаторът           | The Informer           | София Хофман          |
| 2019   | Вземете ножове         | Knives Out             | Марта Кабрера         |
| 2019   | Шпионската афера "Оса" | Wasp Network           | Ана Магарита Мартинес |
| 2020   | Серджио                | Sergio                 | Каролина              |
| 2020   | Нощна смяна            | The Night Clerk        | Андреа                |
| 2021   | Смъртта може да почака | No Time To Die         | Палома                |
| 2022   | Дълбока вода           | Deep Water             | Мелинда Ван Алън      |
| 2022   | Блондинка              | Blonde                 | Мерилин Монро         |
| 2022   | Живи сенки             | The Gray Man           | Дани Миранда          |
| 2023   | Без ответа             | Ghosted                | Садие Роудс           |
| 2024   | -                      | Eden                   | Баронесата            |
| 2025   | Балерина               | Ballerina              | Ив Макаро             |

### Сериали
| Година      | Заглавие             | Роля                |
| ----------- | -------------------- | ------------------- |
| 2007 – 2010 | Интернатът           | Carolina Leal Solís |
| 2008        | Revelados            |                     |
| 2010 – 2012 | Hispania, la leyenda | Нереа               |
| 2011        | Actrices             | Себе си             |